# جامعة محمد البشير الابراهيمي-برج بوعريريج
 المركز الجامعي برج بوعريريج  وهو مركز جامعي تم إنشاؤه سنة 2000 ببلدية العناصر، برج بوعريريج حيث تم تحويل ثانوية العناصر إلى مركز جامعي لتبدأ به الدراسة في أكتوبر 2000 وكان يحتوي على ثلاثة فروع فقط وهي ليسانس علوم اقتصادية و(شهادة الدراسات الجامعية المطبقة) في الاعلام الآلي والإلكترونيك حيث تم تسجيل حوالي 1000 طالب فور فتح المركز من مختلف ولايات الشرق مثل ميلة وبسكرة وورقلة وسطيف وجيجل، ولكن تم البدأ في نفس هذه السنة (2000) في إنشاء المركز الجامعي على الطريق الرابط بين بلدية العناصر وبرج بوعريريج لتنتهي به الأشغال سنة 2004. وفي سنة 2009 تم تسمية المركز الجامعي باسم رائد النهضة الجزائرية محمد البشير الإبراهيمي نظرا لكون البشير الإبراهيمي ينحدر من ولاية برج بوعريريج كما استحدث فيه نظام جديد للتعليم وهو نظام أل أم دي
وفي عام 2011 تم ترقيتها إلى جامعة مستقلة.

## الفروع والكليات
يحتوي المركز الجامعي على العديد من الفروع الدراسية وهي:
- (آل آم دي Math et Informatique) وهذا الفرع لدراسة علم رياضيات أو علم الحاسوب.
- (آل آم دي Sciences et Techniques) هذا الفرع يكون الطلبة في عدة ميادين منها إلكترونيات والكهروتقنية وهندسة مدنية.
- (آل آم دي Science de la Nature et de la Vie) لدراسة علم علم الأحياء وعلم الأحياء الدقيقة.
- (آل آم دي Science da la Matière) هذا الفرع طلبة مختصين في علم الفيزياء أو الكيمياء.
- (آل آم دي Gestion Economique) تسيير اقتصادي.
- (آل آم دي Littérature et Langue Arabe) لدراسة الأدب عربي.
- (آل آم دي Sociologie) لدراسة علم الاجتماع.
- (آل آم دي Français) لدراسة فرنسية.
- (آل آم دي english) لدراسة الانجليزية
- (آل آم دي علوم تجارية) لدراسة تجارة.
- (آل آم دي Droit)علوم قانونية
- (آل آم دي psychologie) لدراسة علم النفس
- ليسانس علوم الاقتصاد كلاسيكي (أي مدة الدراسة 4 سنوات).
- (مهندس نظام كلاسيكي) أي مدة الدراسة 05 سنوات بعد دراسة 02 سنتين في الجذع المشترك للتكنولوجيا (Tronc commun Technologie) ثم بعد ذلك دراسة فرع الإلكترونيك أو الهندسة المدنية أو الالكتروميكانيك لكن تم توقيف معهد (TCT) في الموسم 2008/2009 وبقيت الدفعات الأخيرة من المهندسين تكمل دراستها.
- (مهندس نظام كلاسيكي) في الاعلام الآلي أي مدة الدراسة 05 سنوات لكن تم توقيف هذا الفرع وبقيت الدفعات الأخيرة من المهندسين يكملون دراستهم حيث بقيت السنة الرابعة والخامسة في الموسم 2008/2009 فقط.